# Iwar Arnstad
Karl Iwar Arnstad, född Andersson 10 april 1961 i Hjärtums församling i Älvsborgs län, är en journalist och svensk centerpartistisk politiker. Han är son till Gösta Andersson och Kerstin Andersson (född Wigrup, ledamot av Riksdagen från 1976–1984). Arnstad var förbundsordförande för Centerns Ungdomsförbund 1987–1990. Han efterträddes av Ola Alterå.
Arnstad har varit gift med norska Eli Arnstad och var svåger till norska statsrådet Marit Arnstad. Han flyttade 1995 till Trøndelag i Norge och var informationschef i Senterpartiet 1995–1997. Han var Informationskonsulent och informationschef i Sør-Trøndelag fylkeskommune 1997–2002 och blev sedan informationsrådgivare i det nationella Domstoladministrasjonen som motsvarar Domstolsverket i Sverige.